# Ліберті Тауншип (округ Адамс, Пенсільванія)
Ліберті Тауншип (англ. Liberty Township) — селище (англ. township) в США, в окрузі Адамс штату Пенсільванія. Населення — 1376 осіб (2020).

## Демографія
Згідно з переписом 2010 року, у селищі мешкало 1237 осіб у 489 домогосподарствах у складі 373 родин. Було 525 помешкань
Расовий склад населення:
| - 96,7 % — білих - 1,3 % — чорних або афроамериканців - 0,6 % — азіатів - 0,2 % — корінних американців |

До двох чи більше рас належало 0,6 %. Частка іспаномовних становила 1,6 % від усіх жителів.
За віковим діапазоном населення розподілялося таким чином: 19,8 % — особи молодші 18 років, 62,8 % — особи у віці 18—64 років, 17,4 % — особи у віці 65 років та старші. Медіана віку мешканця становила 45,3 року. На 100 осіб жіночої статі у селищі припадало 103,1 чоловіків;  на 100 жінок у віці від 18 років та старших — 103,7 чоловіків також старших 18 років.
Середній дохід на одне домашнє господарство  становив 86 085 доларів США (медіана — 62 500), а середній дохід на одну сім'ю — 95 412 долари (медіана — 71 125). Медіана доходів становила 45 694 долари для чоловіків та 42 292 долари для жінок. За межею бідності перебувало 3,7 % осіб, у тому числі 1,1 % дітей у віці до 18 років та 7,4 % осіб у віці 65 років та старших.
Цивільне працевлаштоване населення становило 777 осіб. Основні галузі зайнятості: освіта, охорона здоров'я та соціальна допомога — 18,4 %, мистецтво, розваги та відпочинок — 13,3 %, виробництво — 11,3 %, будівництво — 11,1 %.